# Elezioni parlamentari in Siria del 1994
Le elezioni parlamentari in Siria del 1994 si tennero il 24-25 agosto. Esse videro la vittoria del Partito Ba'th, che ottenne 135 seggi su 250.
I deputati del Consiglio del popolo furono eletti tramite un sistema maggioritario con 15 collegi plurinominali.
L'affluenza fu del 61,2%.

## Risultati
| Liste                                    | Voti      | % | Seggi |
| ---------------------------------------- | --------- | - | ----- |
| Partito Ba'th                            |           |   | 135   |
| Partito Comunista Siriano                |           |   | 8     |
| Unione Socialista Araba                  |           |   | 7     |
| Socialisti Unionisti                     |           |   | 7     |
| Movimento Socialista Arabo               |           |   | 4     |
| Partito Socialista Democratico Unionista |           |   | 4     |
| Partito Democratico Unionista Arabo      |           |   | 2     |
| Indipendenti                             |           |   | 83    |
| Totale                                   | 3.693.556 |   | 250   |